# Loodenina
Loodenina är en udde i Estland.   Den ligger i landskapet Saaremaa (Ösel), i den västra delen av landet, 230 km sydväst om huvudstaden Tallinn. Loodenina ligger på ön Ösel.
Terrängen inåt land är platt. Havet är nära Loodenina västerut. Runt Loodenina är det mycket glesbefolkat, med 3 invånare per kvadratkilometer. I omgivningarna runt Loodenina växer i huvudsak blandskog.